# Всеволод Святославич Буй-Тур
Всеволод Святославич по прозванию Буй-тур (букв. "буйный тур/бык") (1155 — 1196) — князь Трубчевский и Курский (1180—1196), сын Святослава Ольговича Черниговского. Один из героев «Слово о полку Игореве». Рюрикович в 9 колене.
На основании летописей, родословных и Любецкого синодика иногда считается отцом Михаила Черниговского (уб.1246).

## Биография

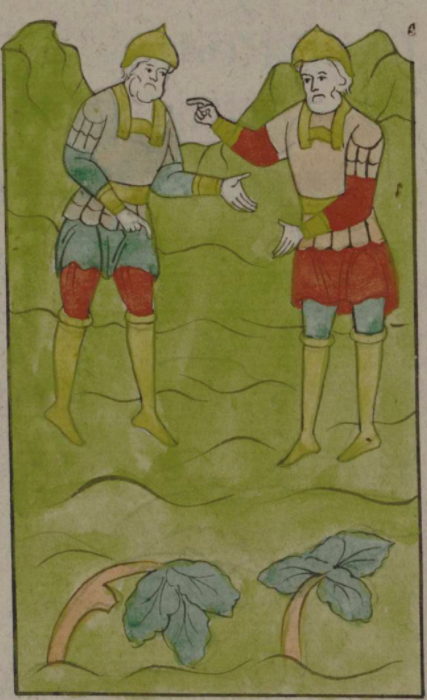
Князья Игорь и Всеволод Святославичи, иллюстрация к "Слову...": "Тут разлучились братья... Никнет трава от жалости, а дерево в печали к земле приклонилось"

Впервые упоминался Ипатьевской летописью под 1160 г., когда был взят от отца великим князем киевским Ростиславом Мстиславичем. Участник походов на половцев 1168 года под руководством Мстислава Изяславича. В 1175 г. ходил со своим старшим братом Олегом Святославичем к Стародубу против Святослава Всеволодовича. Олег выделил Всеволоду удел из собственных владений. В 1180 г., после Любечского съезда князей, ходил со Святославом Всеволодовичем на великого князя владимирского Всеволода Большое Гнездо, причём на р. Влене оттеснил рязанских князей от обозов Святослава, а после возвращения из суздальской земли был оставлен оборонять Чернигов от возможного нападения Рюрика Ростиславича овручского.
В 1183 г. вместе с братом Игорем разбил половцев на р. Хирия (Хорол).
Ипатьевская летопись под 1185 г. называет Всеволода трубчевским князем по владению г. Трубчевск (Трубецк), расположенном в среднем течении р. Десны; в «Слове о полку Игореве», однако, Всеволод назван князем курским: «Седлай, брате, свои борзые комони, — обращается он к брату Игорю, — а мои ти готовы, оседлани у Курьска напереди. А мои ти куряни — сведоми кмети…» Возможно, в то время он владел ещё и Курском. М. Г. Булахов указывал, что Всеволод княжил " в Курске и Трубчевске, по-видимому, на правах младшего князя, охраняя порубежные русские земли от южных соседей-степняков. Поэтому в летописях о нем почти никаких данных нет".
В 1188 году Всеволод вернулся из плена вместе с племянником — Владимиром Игоревичем. В 1191 г. снова ходил с Игорем на половцев, но вернулся без сражения. В 1194 г., по решению княжеского съезда в Рогове, созванного великим князем киевским Святославом, приготовился было идти на Рязань для решения спора о волостях, но остался дома, как и все черниговские князья — члены съезда, так как Всеволод Большое Гнездо резко высказался против его решений.
В 1196 году неожиданно умер. Летописцы называли Всеволода «удалейшим из всех Ольговичей, величественным наружностию, любезным душою».

## Семья и дети
Жена — Ольга (?), дочь Глеба Юрьевича Переяславского. Дети:
- Святослав Всеволодович, князь трубчевский (по одной из версий, он был братом Михаила Черниговского).